# Lionardo Salviati

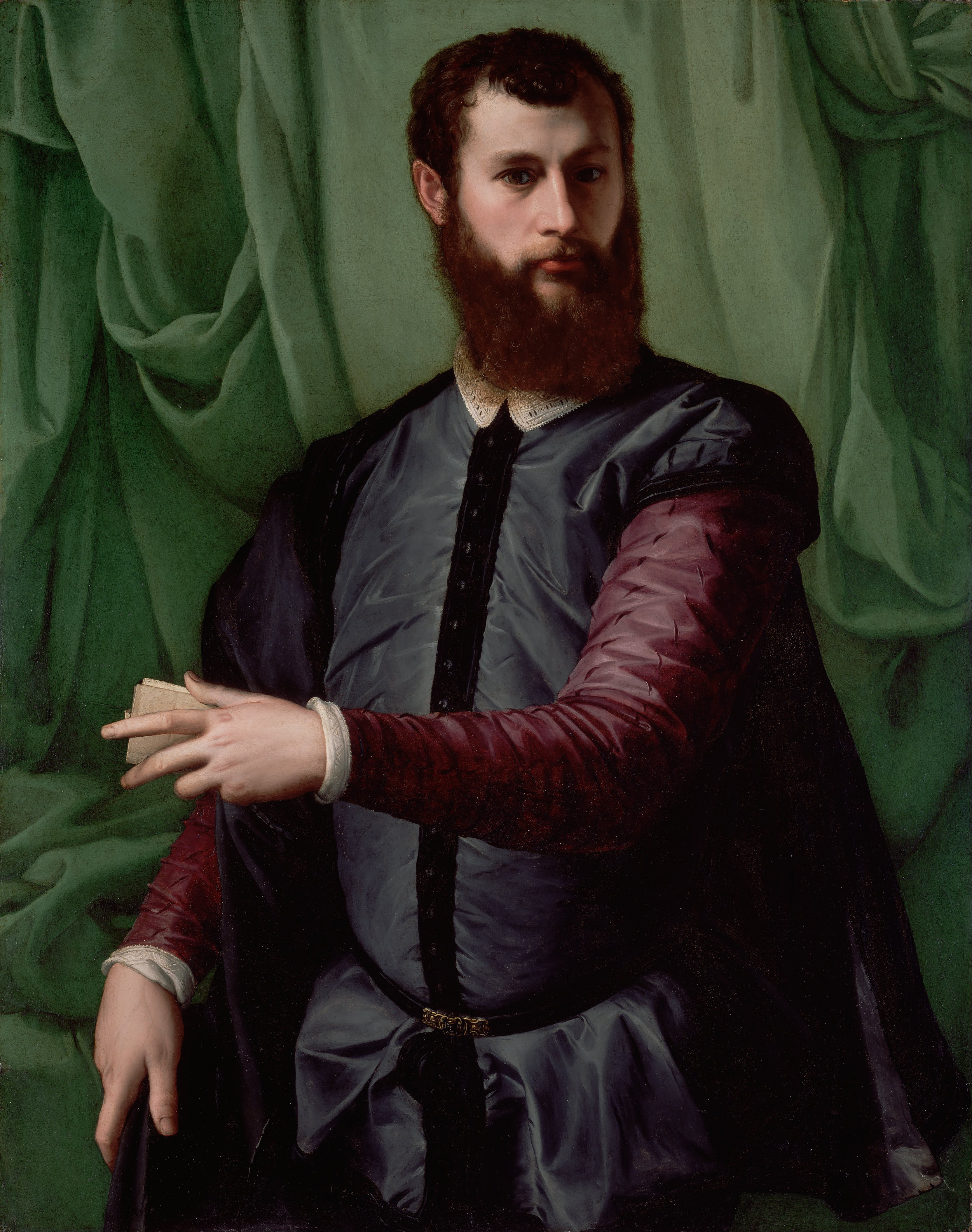
Leonardo Salviati, humanista italiano (1540-1589)

Lionardo Salviati (25 de junio de 1540 – 12 de julio de 1589) fue un escritor y filólogo italiano, uno de los organizadores florentinos de la Accademia della Crusca y de su Vocabolario della Crusca donde se le conoció como l'Infarinato. Fue asimismo autor de dos comedias (Il Granchio y La Spina) siguiendo en parte modelos latinos. Preparó para su edición en 1582 una edición expurgada del Decamerón y con otro académico de la Crusca, Bastiano dei Rossi, una crítica de la Gerusalemme liberata de Torquato Tasso. Como filólogo fue purista y defensor de la primacía lingüística del uso de Florencia, que defendió en su Orazione in lode della fiorentina favella ya en 1564. Su obra fundamental es Avvertimenti della lingua sopra'l Decamerone (1584-1586) destacada por la exactitud y precisión de sus observaciones gramaticales.